# Col de la Vue des Alpes
Le col de la Vue des Alpes est un col routier du massif du Jura à 1 283 mètres d'altitude. Il est situé dans le canton de Neuchâtel, entre les villes de Neuchâtel et de La Chaux-de-Fonds. Il tire son nom de la vue panoramique sur les Alpes. Un tunnel autoroutier inauguré en 1994 évite le transit routier par la route du col.
Le col fait partie d'un chaînon du Jura qui s'étend du sud-ouest au nord-est en passant par le mont Racine, la Tête de Ran, la Vue des Alpes, le mont d'Amin et qui se termine à l'ouest du Chasseral.
La Vue des Alpes est un hameau d'une dizaine de personnes (le nombre de résidents varie selon les saisons).

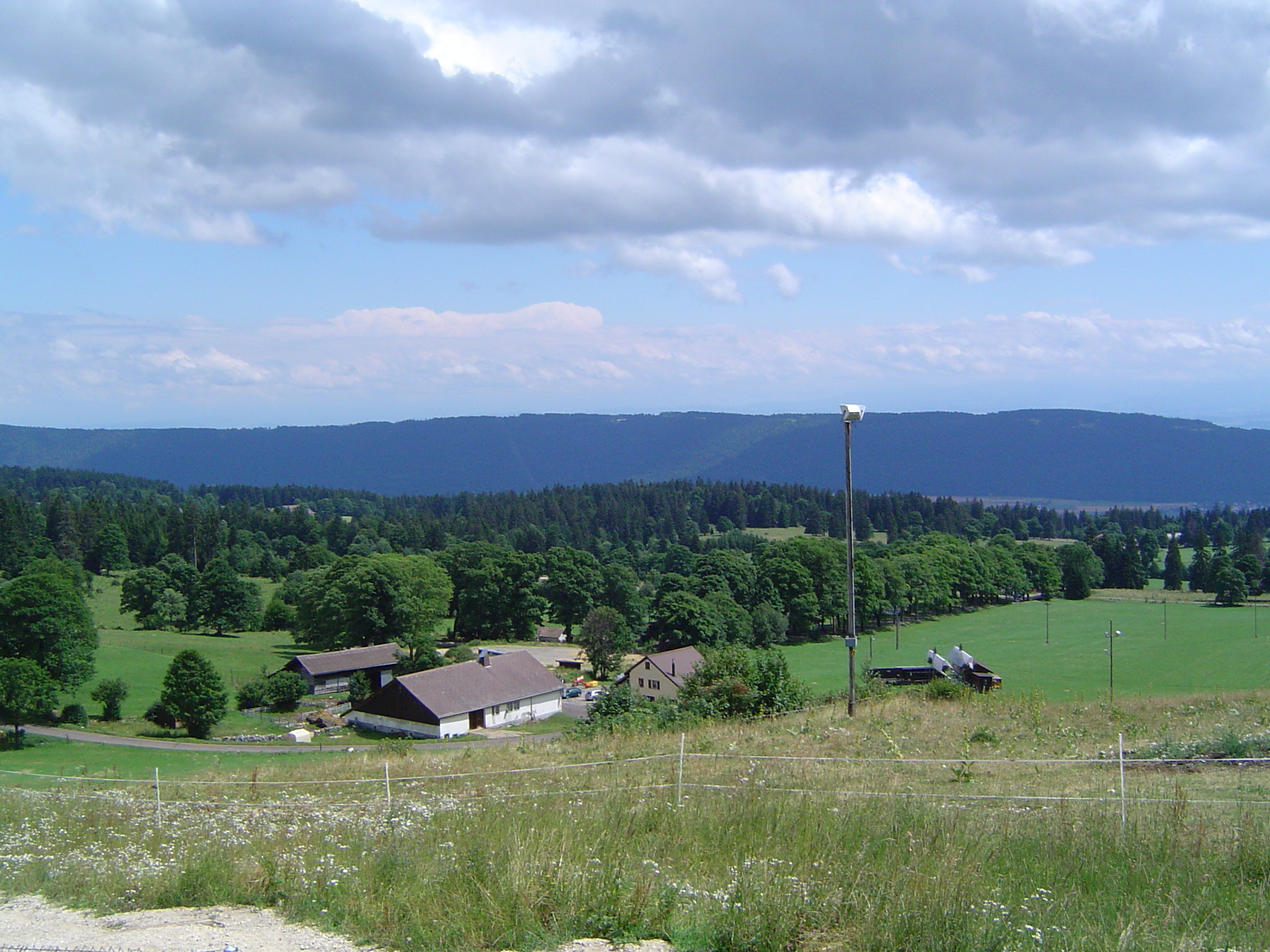
Les Alpes sont cachées par la brume estivale.

## Cyclisme
L'ascension de ce col est au programme de la 2e étape du Tour de Romandie 2021, constituant le dernier col à grimper avant une arrivée en descente à Saint-Imier.